# Llano Grande Ixtapa
Llano Grande Ixtapa är en ort i Mexiko.   Den ligger i kommunen Cañada Morelos och delstaten Puebla, i den sydöstra delen av landet, 200 km öster om huvudstaden Mexico City. Llano Grande Ixtapa ligger 2 087 meter över havet och antalet invånare är 323.
Terrängen runt Llano Grande Ixtapa är kuperad. Runt Llano Grande Ixtapa är det tätbefolkat, med 442 invånare per kvadratkilometer. Närmaste större samhälle är Chapulco, 2,3 km sydost om Llano Grande Ixtapa. I omgivningarna runt Llano Grande Ixtapa växer huvudsakligen savannskog.